# تسراکلوتسی
تسراکلوتسی (به بلغاری: Tsraklevtsi) یک منطقهٔ مسکونی در بلغارستان است که در استان صوفیه واقع شده‌است.